# Bent Sørensen (skakspiller)
 For alternative betydninger, se Bent Sørensen. (Se også artikler, som begynder med Bent Sørensen)
Bent Sørensen (født 20. oktober 1943, død 3. marts 2022) var en dansk skakspiller og politiker.

## Skakspiller
I 1993 blev Sørensen stormester i korrespondanceskak.
Han opnåede skaktitlen international mester som 72-årig i 2016 da han fik tredjepladsen ved senior-EM i Armeniens hovedstad Jerevan. I 2011 og 2016 blev han dansk mester i seniorskak.
Han opnåede 5 danmarksmesterskaber i holdskak med Nordre Skakklub i Aarhus og 2 andenpladser med Nørresundby Skakklub.
Sørensen deltog også i organisatorisk arbejde i skakverdenen. Han var medlem af Nørresundby Skakklubs bestyrelse, formand for Dansk Skak Unions 7. hovedkreds (Nordjylland) og skakunionens seniorchef i 2010'erne. Han arrangerede mindeturneringer for Bent Larsen efter dennes død.

## Politiker
Sørensen var byrådsmedlem for Socialdemokratiet i Hals Kommune fra 1982 og var borgmester i kommunen fra 1998 til den blev nedlagt ved udgangen af 2006.  Han blev valgt til regionsrådet i Region Nordjylland ved det første regionsrådsvalg i 2005 og var gruppeformand for Socialdemokratiets regionsrådsgruppe.

## Personligt
Bent Sørensen blev født i 1943 i Klim Fjordholme vest for Fjerritslev (Han Herred) og voksede op i Thy. Han var cand.scient. i matematik og fysik fra Aarhus Universitet og underviste i de to fag på Aalborg Katedralskole fra 1973 til 1997. Han stoppede som gymnasielærer da han blev borgmester i Hals. Han døde i Nørresundby i 2022 efter længere tids sygdom.